# Oktyn
Oktyn, C8H14 – organiczny związek chemiczny, węglowodór nienasycony z szeregu homologicznego alkinów (zawiera jedno wiązanie potrójne). W warunkach normalnych jest bezbarwną cieczą. Ulega reakcjom typowym dla alkinów (np. spalanie i addycja z chlorowcami).
Oktyn ma 4 izomery funkcyjne (nazwy odpowiednio według IUPAC i ACS):
- okt-1-yn, 1-oktyn (CAS 629-05-0): CH≡C−CH2−CH2−CH2−CH2−CH2−CH3
- okt-2-yn, 2-oktyn (CAS 2809-67-8): CH3−C≡C−CH2−CH2−CH2−CH2−CH3
- okt-3-yn, 3-oktyn (CAS 15232-76-5): CH3−CH2−C≡C−CH2−CH2−CH2−CH3
- okt-4-yn, 4-oktyn (CAS 1942-45-6): CH3−CH2−CH2−C≡C−CH2−CH2−CH3